# Южноафрикански торбокрил
Южноафриканският торбокрил (Taphozous mauritianus) е вид прилеп от семейство Emballonuridae. Видът не е застрашен от изчезване.

## Разпространение и местообитание
Разпространен е в Ангола, Бенин, Ботсвана, Габон, Гамбия, Гана, Демократична република Конго, Екваториална Гвинея (Анобон и Биоко), Етиопия, Замбия, Зимбабве, Камерун, Кения, Коморски острови, Кот д'Ивоар, Мавриций, Мадагаскар, Малави, Мозамбик, Намибия, Нигерия, Реюнион, Сао Томе и Принсипи, Свазиленд, Сейшели (Алдабра), Сенегал, Сиера Леоне, Сомалия, Танзания, Того, Уганда, Централноафриканска република, Чад, Южен Судан и Южна Африка.
Обитава скалисти райони, гористи местности, пустинни области, места със суха почва, влажни места, склонове, пещери, ливади, храсталаци, савани, крайбрежия, плажове, плата, плантации, блата, мочурища и тресавища в райони с тропически климат, при средна месечна температура около 23,6 градуса.

## Описание
На дължина достигат до 8,5 cm, а теглото им е около 28 g.